# Phyllonorycter helianthemella
Phyllonorycter helianthemella là một loài bướm đêm thuộc họ Gracillariidae. Nó được tìm thấy từ Đức đến bán đảo Iberia, Ý và Hy Lạp và cũng được tìm thấy trên quần đảo Canary.
Ấu trùng ăn Cistus windpeliensis, Cistus salvifolius và Helianthemum canariense. Chúng sống trong và ăn lá của cây chủ. Mỏ bắt đầu như một hành lang bề mặt dưới biểu bì bám sát một mạch dày. Nó tiếp tục thành phát triển thành một mỏ tentifom với các nếp gấp mạnh, có thể chiếm gần như toàn bộ chiếc lá. Phế liệu được lắng đọng trong một sự tích tụ lỏng lẻo. Sự chuyển hóa thành nhộng xảy ra bên ngoài mỏ, trong kén ở nếp lá.